# Rittershof (Neumarkt in der Oberpfalz)

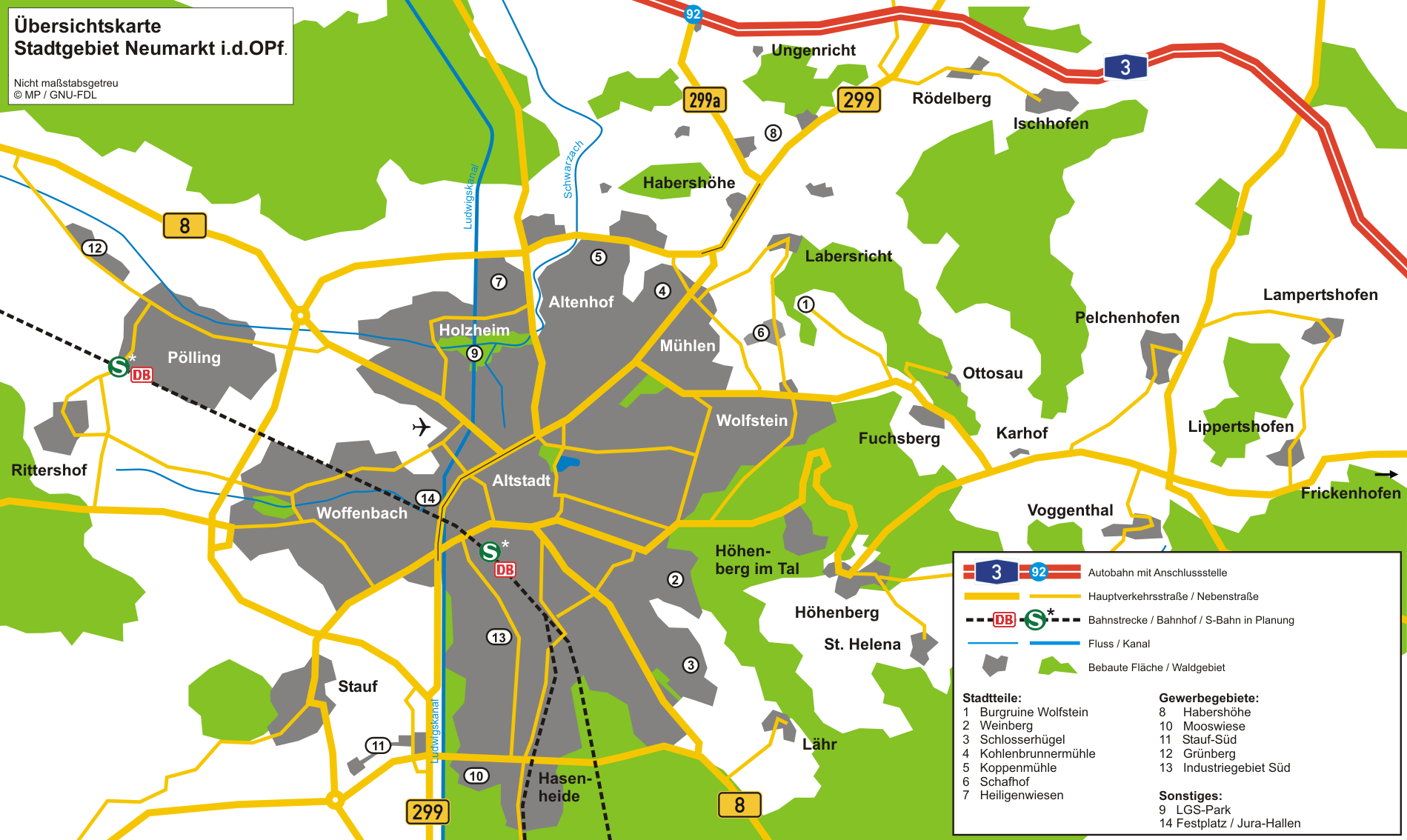
Stadtgebiet Neumarkt

Rittershof ist ein Gemeindeteil der Große Kreisstadt Neumarkt in der Oberpfalz in Bayern.
Das Kirchdorf liegt westlich des Hauptortes Neumarkt am Irlgraben. Östlich des Ortes verläuft die B 8, westlich erheben sich der 572 Meter hohe Großberg und der 546 Meter hohe Tyrolsberg.

## Bauwerke
Im Zentrum des Dorfes befindet sich die Wallfahrtskapelle „Dreimal Wunderbare Mutter“, welche durch Unterstützung des in Rittershof gebürtigen Bischofs von Eichstätt Michael Rackl errichtet wurde.
In der Liste der Baudenkmäler in Neumarkt in der Oberpfalz ist für Rittershof ein Baudenkmal aufgeführt:
- Das aus dem 18./19. Jahrhundert stammende Wohnstallhaus (Am Bibergarten 30) ist ein eingeschossiges giebelständiges Satteldachhaus mit verputztem Fachwerkgiebel